# Malacostola mediodiluta
Malacostola mediodiluta är en fjärilsart som beskrevs av De Lajonquière 1972. Malacostola mediodiluta ingår i släktet Malacostola och familjen ädelspinnare. Inga underarter finns listade i Catalogue of Life.